# Análise retrossintética
Análise retrossintética é uma técnica para resolver problemas no planejamento de sínteses orgânicas. Isto é conseguido através da transformação de uma molécula alvo em estruturas precursoras mais simples, sem hipóteses quanto aos materiais iniciais. Cada material precursor é examinado usando o mesmo método. Esse procedimento é repetido até estruturas simples ou comercialmente disponíveis serem alcançadas. E.J. Corey formalizou este conceito em seu livro The Logic of Chemical Synthesis.
O poder da análise retrossintética torna-se evidente no projeto de uma síntese. O objetivo da análise retrossintética é a simplificação estrutural. Muitas vezes, uma síntese terá mais de uma possível rota sintética. Retrossíntese é adequada para descobrir diferentes rotas e compará-las de forma lógica e direta. Um banco de dados pode ser consultado em cada etapa da análise, para determinar se um componente já existe na literatura. Nesse caso, não será necessário mais exploração desse composto.

## Definições
DesconexãoUma etapa retrossintética envolvendo a quebra de uma ligação para formar dois(ou mais) sintons.
RetronUma subestrutura molecular mínima que possibilita certas transformações.
Árvore retrossintéticaUm grafo acíclico dirigido de várias (ou todas) retrossínteses possíveis de um único produto meta (alvo).
SintonUm fragmento molecular idealizado. Um sinton e o comercialmente disponível “equivalente sintético”  correspondente são mostrados abaixo:
Alvo (ou Meta)O composto final desejado.
Transformado (ou ainda “trans-forma”, uma forma intermediária)O reverso de uma reação sintética; a formação de materiais de partida de um produto único.

## Exemplo
Um exemplo permitirá que o conceito de análise retrossintética seja facilmente compreendido.
No planejamento da síntese de ácido fenilacético, dois sintons são identificados. Um grupo nucleofílico "-COOH" , e um grupo eletrofílico "PhCH2+". Evidentemente, ambos os sintons não existem per se; equivalentes sintéticos correspondentes aos sintons são colocados em reação para produzir o produto desejado. neste caso o ânion cianeto é o equivalente sintético para o sinton −COOH , enquanto brometo de benzila é o equivalente sintético para o sinton benzilo.
A síntese de ácido fenilacético determinada por análise retrossintética é então:
PhCH2Br + NaCN → PhCH2CN + NaBr
PhCH2CN + 2 H2O → PhCH2COOH + NH3
De fato, ácido fenilacético tem sido sintetizado do cianeto de benzila, que por sua vez é é preparado por reação análoga do cloreto de benzila com cianeto de sódio.

## Estratégias

### Estratégias de grupos funcionais
Manipulação de grupos funcionais podem conduzir a reduções significativas na complexidade molecular.

### Estratégias estereoquímicas
Numerosas substâncias químicas alvos químicos tem distintas demandas estereoquímicas. Transformações estereoquímicas (tais como o rearranjo de Claisen e a reação de Mitsunobu) podem remover ou transferir a quiralidade desejada simplificando então o processo de atingir-se o alvo.

### Estratégias de estrutura objetivo
Dirigir uma síntese em direção a um intermediário desejável pode reduzir muito o foco de uma análise. Isso permite técnicas de pesquisa bidirecionais.

### Estratégias baseadas em transformados
A aplicação de transformações à análise retrossintética pode levar a poderosas reduções na complexidade molecular. Infelizmente, retrons baseados em transformados poderosos são raramente presentes em moléculas complexas, e etapas sintéticas adicionais são frequentemente necessárias para estabilizar sua presença.

### Estratégias topológicas
A identificação de uma ou mais desconexões de ligações chave pode levar à identificação de subestruturas chave ou dificuldade de identificar transformações por rearranjos de maneira a identificar as estruturas chave.
- Desconexões que preservam estruturas em anel são encorajadas.
- Desconexões que criam anéis maiores que 7 membros são desencorajadas.